# Улица Жамбыла Жабаева
Улица Жамбыла Жабаева (или Джамбула Джабаева) — улица в Шевченковском районе города Киева простирается от улицы Парково-Сырецкой и Лагерной до Магистральной улицы.
К данной улице примыкают улицы Новоукраинская, Кузьминский переулок и Авиаконструктора Игоря Сикорского (бывшая Танковая).
Улица возникла в начале XX века и с 1920-х годов имела название Кузьминская. В 2008 году была переименована в честь Джамбула Джабаева. Поводом переименования стала просьба посольства Казахстана по поводу переименования одной из улиц Киева именем известного казахского поэта и мыслителя. 
Джамбул Джабаев любил и высоко ценил творчество украинского поэта Тараса Шевченко. Казахский акын отождествлял свою жизнь с судьбой Кобзаря, его сын Алгадай Джамбулов (1900—22 февраля 1943) погиб на Украине при освобождении города Синельниково Днепропетровской области. Джамбул Джабаев был похоронен в саду, который вырастил своими руками, перед смертью поэт попросил родных привезти горсть украинской земли и посыпать ею свою могилу.
Недалеко от улицы находится памятник казахскому акыну. На гранитной плите рядом с бронзовым монументом высечены слова из произведения «Тарас», написанные Джамбулом в 1939 году к юбилею Шевченко, переведённые на украинский язык:
| Слушал я звонкий напев соловьиный, Слушал я песни твои, Украина. В степи летели они по утрам, Плыли, как лебеди, по водам Днепра. Песни твои, мой любимый Тарас. Вместе с народом я слушал не раз: Горы склонялись и степи внимали Голосу гнева, страданий, печали | «Слухав я заспів дзвінкий, солов’їний, Слухав я пісні твої, Україно, По степу летіли вони на світанку, Пісні твої, мій любий Тарас. Разом з народом я слухав не раз, Гори схилялись, й степи завмирали, Голос гніву, страждань і туги |